# Sam Hancock
Sam Hancock, né le 9 janvier 1980 dans le Surrey, est un pilote automobile britannique. Il est le frère de Ollie Hancock.

## Biographie
Sam Hancock parvient en sport automobile en 1997 en pilotant en Formule Opel, où il finit à la 10e place du championnat. Il s'engage ensuite en Formule Palmer Audi, puis en Barber Pro Series (en) en 2000.
Sa carrière bifurque alors vers l'endurance automobile avec un engagement en championnat FIA des voitures de sport pour défendre les couleurs du Kremer Racing. Il re-pilote en formule en concourant dans le championnat international de Formule 3000 2003.
Entretemps, il connaît sa première participation aux 24 Heures du Mans en 2002. Il abandonne au bout de 16 tours seulement. Il participera à sept reprises à l'épreuve (la dernière fois en 2012), mais il ne franchira jamais la ligne. En effet, il comptabilise 7 abandons, bien qu'ayant piloté en LMP1 en 2006 et 2010 ainsi que des participations pour des marques prestigieuses comme Aston Martin en 2010 et 2011 ou Ferrari.
Son palmarès s'étoffe cependant grâce à l'European Le Mans Series avec le titre pilote de la catégorie pilote glané lors de la saison 2004. Il participera par la suite à plusieurs saisons de ce championnat.
En 2008, il est intégré en Porsche Supercup.
Il a piloté également lors de la saison 2012 du championnat du monde d'endurance FIA avec l'équipe Jota Sport, mais la collaboration se termine à la fin de l'année.
Ainsi, il a participé à plusieurs épreuves connues en endurance comme les 1 000 kilomètres de Spa, les 1 000 kilomètres de Silverstone ou le Petit Le Mans.

## Palmarès
- Le Mans Endurance Series 2004 : Champion pilote LMP2.

## Résultats en compétition automobile

### Résultats aux 24 Heures du Mans
| Année | Équipe                 | Équipiers                       | Voiture                     | Classe  | Tours | Pos. | Class Pos. |
| ----- | ---------------------- | ------------------------------- | --------------------------- | ------- | ----- | ---- | ---------- |
| 2002  | JMB Racing             | Cort Wagner Martin Short        | Ferrari 360 Modena GT       | GT      | 16    | Abd  | Abd        |
| 2004  | Courage Compétition    | Alexander Frei Jean-Marc Gounon | Courage C65-JPX             | LMP2    | 127   | Abd  | Abd        |
| 2005  | Intersport Racing (en) | Liz Halliday (en) Gregor Fisken | Lola B05/40-AER             | LMP2    | 119   | Abd  | Abd        |
| 2006  | Courage Compétition    | Alexander Frei Gregor Fisken    | Courage LC70-Mugen          | LMP1    | 171   | Abd  | Abd        |
| 2010  | Aston Martin Racing    | Darren Turner Juan Barazi       | Lola B09/60-Aston Martin    | LMP1    | 368   | Abd  | Abd        |
| 2011  | Jota                   | Simon Dolan Chris Buncombe      | Aston Martin V8 Vantage GT2 | GTE Pro | 74    | Abd  | Abd        |
| 2012  | Jota                   | Simon Dolan Haruki Kurosawa     | Zytek Z11SN-Nissan          | LMP2    | 271   | Abd  | Abd        |